# Antoine Sereni
Antoine Guillaume Séréni, né le 24 mars 1913 à Figari et mort le 18 août 1987 à Figari, est un agent secret français.
Il est, pendant la Seconde Guerre mondiale, membre du Special Operations Executive (SOE), qui effectue des missions en France dans le réseau Jockey de Francis Cammaerts.

## Biographie
Il naît à Figari le 24 août 1913. Ses parents meurent durant la Première Guerre mondiale : sa mère de la tuberculose et son père, Jean Augustin Séréni, le 16 août 1918 lors du naufrage du bateau le Balkan torpillé par un sous-marin allemand.
En 1925, il est admis à la cité scolaire Georges-Clemenceau à Sartène.
Il est admis au concours d'élève-officier radio à l'âge de 16 ans et devient par la suite officier radio (marine marchande).

### Deuxième Guerre mondiale
Il rejoint les forces de la France libre à Alger en 1940. 
En 1943, avec pour nom de guerre « Casimir » et « Colossus » , il est nommé comme radio en second puis comme opérateur radio. Il est fait Lieutenant - Officier français du réseau Buckmaster formé par le SOE pour le Bureau central de renseignements et d'action (B.C.R.A.) d'Alger au Club des Pins.
Membre du réseau Jockey, du Major Francis Cammaerts « Roger », dont la fonction de la section est de superviser dès le 11 juin 1944 les différentes missions alliées du Sud-Est de la France et assurer la liaison entre le Colonel Henri Zeller et l'état-major allié. Il est installé près de Saint-Agnan et assure les liaisons avec Alger dans le cadre du Special Projects Operations Center (SPOC),.
Son réseau gagne ensuite le maquis des Basses-Alpes.

### Après guerre
Il fut initié franc-maçon le 4 février 1958 au sein de la Loge « La Ruche d'Orient » à l'Orient de Paris au sein de la Grande Loge de France.
Il meurt le 18 août 1987 à Figari.

## Décorations
Il a reçu plusieurs distinctions et décorations :
- Médaille commémorative française de la guerre 1939-1945
- Croix de guerre 1939-1945 (avec Palme de bronze)
- Ordre de l'Empire britannique (Member of the Order of the British Empire)[9]
- Chevalier de la Légion d'honneur (à titre militaire).